# Pungitius polyakovi
Pungitius polyakovi is een straalvinnige vissensoort uit de familie van de stekelbaarzen (Gasterosteidae). De wetenschappelijke naam van de soort is voor het eerst geldig gepubliceerd in 2005 door Shedko, Shedko & Pietsch.